# Lise Stegger
Lise Stegger (* 19. Oktober 1962 in Aarhus) ist eine dänische Schauspielerin.

## Leben
Lise Stegger wuchs in Aarhus auf. Der Schauspieler Karl Stegger ist ihr Cousin 2. Grades.
Nach ihrem Schulabschluss absolvierte sie von 1981 bis 1984 ihre Schauspielausbildung an der Staatlichen Theaterschule in Kopenhagen. Ihr Bühnendebüt hatte sie im Jahr 1985 am Aarhus Teater. Danach stand sie an zahlreichen Theatern auf der Bühne, so auch am Aalborg-Theater, am Nørrebro-Theater oder am Königlichen Theater Kopenhagen. Seit dem Jahr 1985 steht sie als Schauspielerin vor der Kamera.
Stegger ist seit dem 11. Mai 1990 mit dem Schauspieler Niels Ellegaard verheiratet, mit dem sie eine Tochter hat.

## Filmografie
Filme
- 2002: At kende sandheden
- 2005: Unge Andersen
- 2005: Solopgang
- 2006: Der Traum (Drømmen)
- 2006: Rene hjerter
- 2007: Der er ingen enden pa Vejle
- 2009: Camping

Serien
- 1985: Niels Klims underjordiske rejse
- 2006: Barda - Et rollespil